# Resolució 2160 del Consell de Seguretat de les Nacions Unides
La Resolució 2160 del Consell de Seguretat de les Nacions Unides fou adoptada per unanimitat el 17 de juny de 2014. El Consell va marcar les directrius per a la gestió de la llista de persones i organitzacions associades amb els talibans i les sancions contra ells.

## Contingut
Tot i que molts combatents talibans havien acceptat l'oferta de reconciliació del govern afganès, l'organització encara continuava cometent actes de violència, terrorisme i tràfic d'armes i drogues i, per tant, constituïen un perill per a la població civil, militars, tropes internacionals i cooperants.
El Consell va emetre un embargament d'armes, prohibició de viatge i congelació de capitals i propietats contra les entitats i persones incloses a la llista com a vinculades o que donaven qualsevol tipus de suport als talibans
En interès del procés de pau, el govern afganès podria donar noms que estaven en la llista per fer-ne una excepció temporal a la prohibició de viatjar. A continuació, calia especificar on viatjaria la persona interessada i durant quant de temps. Aquest període no podria superar els nou mesos. Els països podrien transmetre noms a afegir o retirar de la llista, però se'ls va demanar que primer es coordinessin amb el govern afganès en interès del procés de pau.
La Comissió creada per la Resolució 1526 i que gestiona la llista rebrà assistència durant trenta mesos per reunir informació sobre violacions de les sancions imposades.